# Cantal
Cantal (15) es un departamento de Francia situado en la región de Auvernia-Ródano-Alpes. Sus habitantes se denominan, en idioma francés, por el gentilicio cantaliens o cantalous.

## Historia
El departamento fue creado a partir esencialmente del territorio de la Alta Auvernia tras la Revolución francesa, el 4 de marzo de 1790, en aplicación de la ley del 22 de diciembre de 1789.
El departamento experimentó durante el siglo XIX una emigración significativa de cantaleses a España.

## Geografía

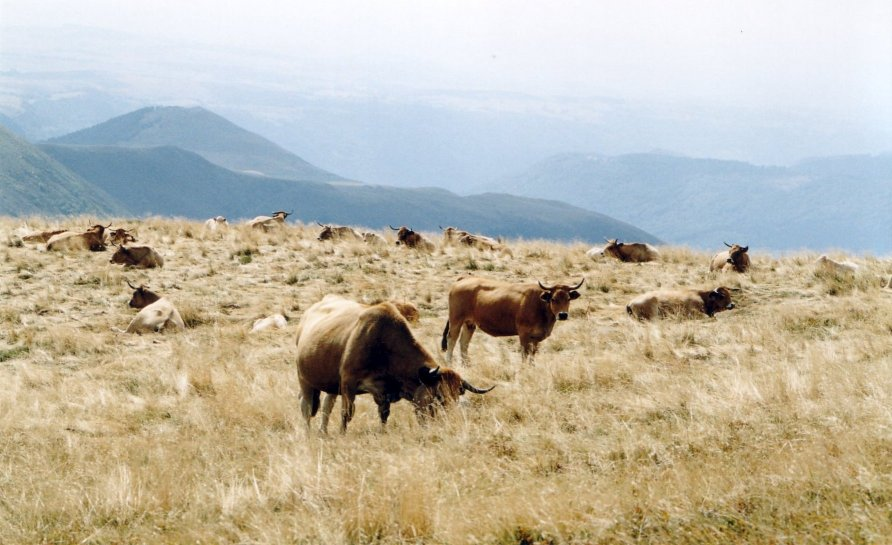
Aubrac vacas y Plomb du Cantal

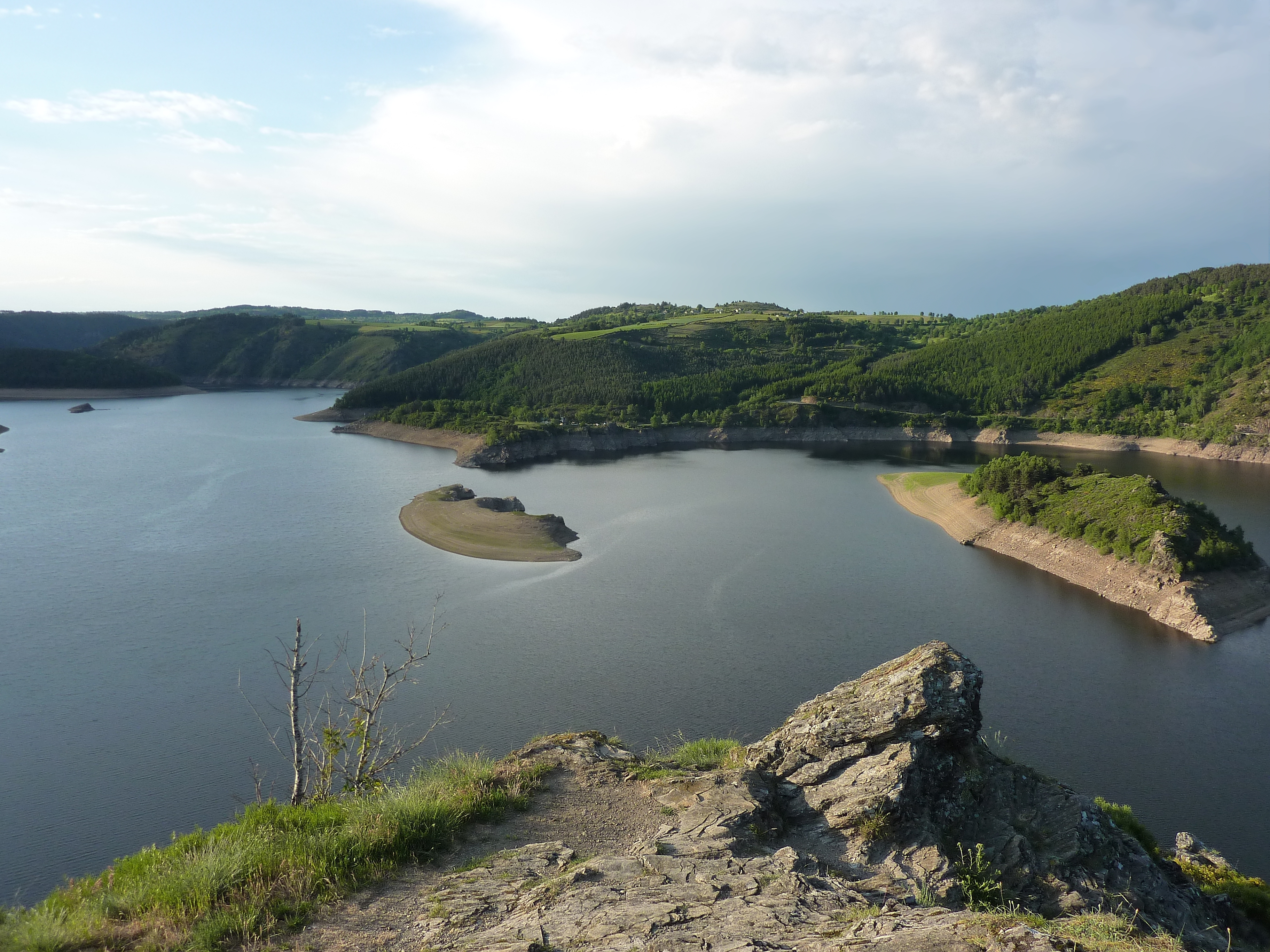
Río Truyère y lago de Grandval

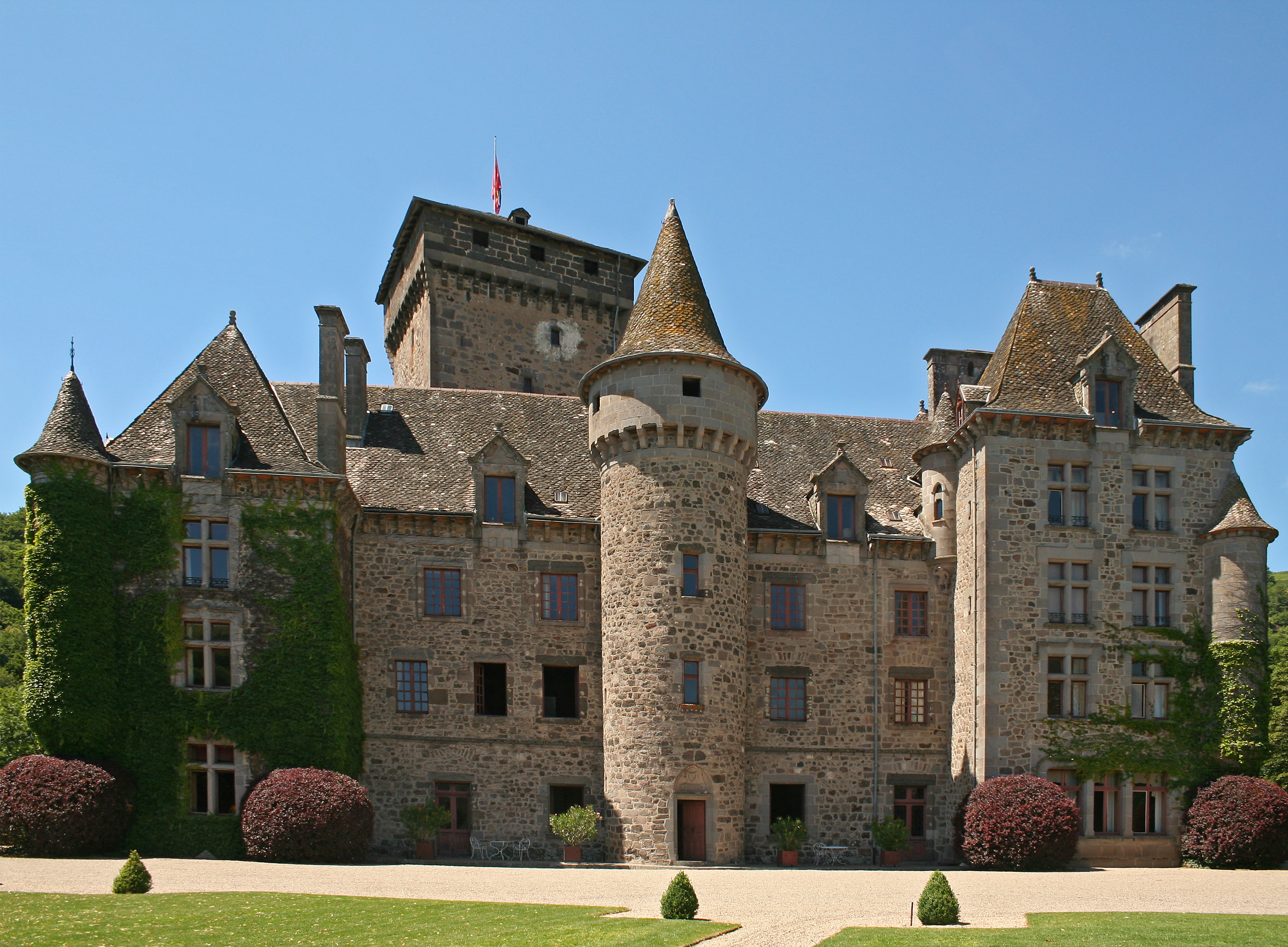
Castillo de Pesteils

- El territorio del departamento limita con los departamentos de Puy-de-Dôme al norte, Alto Loira (Haute-Loire) al este, Lozère al sureste, Aveyron al sur, Lot al suroeste y Corrèze al noroeste.
- El Cantal toma su nombre de los Montes de Cantal, parte del Macizo Central. El punto culminante es el Plomb du Cantal (1855 m). Otras cimas son: Puy de Peyre-Arse (1806 m), Puy Brunet (1806 m), Puy Mary (1787 m), Puy Chavaroche (1739 m), Puy de la Tourte (1704 m), Roche de Vascivières (1700 m), Puy Griou (1694 m).
- La autopista más alta de Francia: 1100 m, en la A75, en el Col de la Fageole.
- El punto más bajo es la salida del río Lot (210 m).
- Saint-Santin: La aldea se divide en dos comunas, Saint-Santin (Aveyron) y Saint-Santin-de-Maurs (Cantal). Los dos departamentos se originaron en diferentes antiguas provincias (Rouergue y Auvernia), por lo que la separación es también muy antigua.
- Ríos principales: Truyère, Dordoña, Cère, Maronne

## Cultura

### Patrimonio
El departamento cuenta numerosos edificios notables. Entre ellos, los edificios religiosos románicos como la iglesia Cheylade (siglo XI), Dieno o Massiac o de estilo gótico como la catedral San Pedro de Saint-Flour (siglo XV).
- Castillo de Val en Lanobre (36 500/an)
- Castillo de Anjony en Tournemire (20 000 visitantes/año)
- Castillo de Pesteils en Polminhac (11 700 visitantes/año)
- Castillo de la Vid en Ally (6 000 visitantes/año)

Cantal cuenta dos de los "más bonitos pueblos de Francia": Salers y Tournemire. Son de una arquitectura medieval y muy típicos de Auvernia.

### Festivales
Un turismo cultural interesante existe también gracias a los numerosos festivales:
- Festival internacional de teatro de calle de Aurillac en augusto
- Festival de las músicas del mundo de Murat
- 36 Horas - Solos y pequeñas escenas bailadas 36heures.fr

### Museos
Cuenta también con varios museos:
- Museo de Arte y de Arqueología de Aurillac  (34.100 visitantes/año)
- Casa de la fauna de Murat (23 500/año)
- Museo Geotermia de Calores-Agudo (20 600/año)
- Museo de los Volcanes de Aurillac (20 100/año)
- Museo del Rayo de Marcenat (11 500/an)
- Museo de la Alta Auvernia en Saint-Flour (11 100/año)
- Casa de la Castaña en Mourjou (5 200/an)
- Museo Georges Pompidou de Montboudif (3 500/año)
- Museo del Acordeón de Siran
- Museo de la Agricultura en Auvernia en Coltines

### Gastronomía
Las especialidades de Cantal se elaboran con productos básicos. En su origen, estos platos se diseñaron para satisfacer durante todo el día a los granjeros en las montañas: tenían que realizar un fuerte trabajo físico, ocupándose de las vacas, de la elaboración del queso etc,... Así, el jamón, queso son básicos en la elaboración de los platos en este departamento, por ejemplo:
- El Aligot (también en Aveyron): Queso (tome fraîche) con patatas trituradas
- La Truffade: Patatas machacadas con queso (tome fraîche) ajo y beicon.
- El Pounti: Un plato ligero, hecho con hierbas y una clase de pan.
- El Cantal (queso), que puede ser joven, viejo o "entre-deux" (semi-curado)

### La influencia de la música, del deporte y de la naturaleza
La danza típica del Cantal se llama La Bourée. La gente la baila con el sonido del acordeón, con vestidos típicos. 
El deporte tiene una influencia muy importante en la cultura del departamento, especialmente los en contacto con la naturaleza. 
Los habitantes aprecian el ciclismo, las excursiones, las actividades de vuelo libre y acuáticas... 

## Demografía
| 1801    | 1831    | 1841    | 1851    | 1856    | 1861    | 1866    |
| ------- | ------- | ------- | ------- | ------- | ------- | ------- |
| 220.304 | 258.594 | 257.423 | 253.329 | 247.665 | 240.523 | 237.994 |
| 1872    | 1876    | 1881    | 1886    | 1891    | 1896    | 1901    |
| 231.867 | 231.086 | 236.190 | 241.742 | 239.601 | 234.382 | 230.511 |
| 1906    | 1911    | 1921    | 1926    | 1931    | 1936    | 1946    |
| 228.690 | 223.361 | 199.402 | 196.999 | 193.505 | 190.888 | 186.843 |
| 1954    | 1962    | 1968    | 1975    | 1982    | 1990    | 1999    |
| 177.065 | 172.977 | 169.330 | 166.549 | 162.838 | 158.723 | 150.778 |

Notas a la tabla:
- En 1803 la comuna de Saint-Thomas (Cantal) se incorporó a la de Bort-les-Orgues (Corrèze).
- En 1829 se produjo una modificación de límites entre Bort-les-Orgues (Corrèze) y Madic y Champs-sur-Tarentaine-Marchal (Cantal).
- En 1847 se produjo una modificación de límites entre Anzat-le-Luguet (Puy-de-Dôme) y Leyvaux (Cantal).

Las mayores ciudades del departamento son (datos del censo de 1999):
- Aurillac: 30.551 habitantes, 36.096 en la aglomeración
- Saint-Flour: 6.625 habitantes, su aglomeración solo incluye el municipio
- Mauriac: 4.019 habitantes, 4.898 en la aglomeración

Arpajon-sur-Cère, con 5.545 habitantes, es el tercer municipio en población del departamento, pero forma parte de la aglomeración de Aurillac.

## Clima
El clima del departamento del Cantal varia sensiblemente según el lado donde se encuentra:
Se riega bien en el oeste, gracias a abundantes precipitaciones venidas del Atlántico y las temperaturas son generalmente suaves, mientras que el este es mucho más seco y más fresco. En efecto, las precipitaciones caen en abundancia sobre el relieve central. 
A eso es necesario añadir el efecto de la altitud: el clima es bastante frío en invierno (nieve casi cada invierno) y puede ser muy caluroso durante el verano (especialmente en la parte meridional del departamento que tiene fronteras con Aveyron y Lot).
En la parte central del departamento, es decir las tierras más altas, las altitudes superan fácilmente 1000 metros: El frío es intenso, la nieve cae en abundancia y puede permanecer hasta seis meses sobre las cumbres. Las heladas siguen siendo posibles una gran parte del año. Las temperaturas pueden caer, en pleno corazón del invierno, hasta - 15 °C, mientras que en pleno verano se alcanza 25 °C fácilmente. 
El mapa del tiempo de las cadenas de televisión indica a menudo Aurillac como -a justo título- la ciudad de Francia más fría por la mañana. No hay que poner en duda las temperaturas observadas por Météo France pero conviene aportar precisiones proporcionadas. La explicación es simple: 
- La estación meteorológica de Aurillac está a 640 m de altitud.
- La temperatura disminuye de 1 °C cada 150 m.
- Se pone un índice de 30 ciudades solamente en las noticias del tiempo de las cadenas de televisión.

Estas bajas temperaturas matinales pueden hacer suponer un lugar inhóspito, con un cielo gris y cubierto. La realidad es totalmente diferente, en Aurillac la niebla es rara y desaparece rápidamente. El sol es generoso todo el año y el fuerte viento es raro. 
Cantal está todavía más al sur (en la misma latitud que Burdeos) y la duración de horas solar diurna lo demuestra (media de 1991 a 2000): 
- Nimes: 2590 h - Millau: 2120 h - Aurillac: 2080 h - Toulouse: 2010 h - Burdeos: 1990 h - Lyon: 1930 h - Limoges: 1870 h - Tours: 1800 h - Nantes: 1690 h - París: 1630 h.

Cantal es un departamento cuya altitud varía entre 250 m en el valle del Lot y 1855 m en la cumbre del Plomb du Cantal. Las diferencias de temperatura pueden ser muy variables de un lugar al otro. No hace más frío en Cantal que en otras regiones de media altitud respecto al nivel del mar, como los Vosgos o el Jura. Los vientos dominantes y el relieve dividen Cantal en 4 zonas climáticas: 
- El Oeste sujeto a los vientos oceánicos portadores de lluvia.
- Los montes de Cantal y el Cézallier que constituye un obstáculo y donde las lluvias y la nieve son abundantes.
- Menos lluvioso en Planèze de Saint-Flour y la región de Massiac,  gracias a los vientos del Norte y el Sur.
- Las mesetas del Margeride y del Aubrac tienen un clima duro en invierno y agradable en verano.

Las comunas de Cantal están regularmente sometidas a violentas tormentas de verano. Según los especialistas son entre las más espectaculares de Francia.

## Turismo
Situado en el Parque natural regional de los volcanes de Auvernia, Cantal es un departamento poco urbanizado.
Se practica sobre todo un turismo de media montaña, en particular, un turismo verde. Los lugares más visitados son el Puy Mary (1787 m) considerado como uno de los más bonitos panoramas de Europa, el Plomb du Cantal (1855 m), el pueblo de Salers, las Gargantas del Truyère (con el viaducto de Garabit, el castillo de Alleuze), el pueblo de Boisset, Pierrefort... 
El Parque Natural Regional des Volcans d'Auvergne alberga varios volcanes inactivos. Cantal también tiene numerosos castillos.

### Turismo de temporada estival
Entre las actividades propuestas se encuentran:
- El macizo "Cantalien", excursión a pie o bicicleta.
- Cicloturismo (se arreglan especialmente carreteras a este efecto)
- Deportes acuáticos en los lagos.

El departamento propone también actividades "más clásicas" como la escalada, el barranquismo o la pesca. El relieve permite también la práctica del vuelo libre: los aficionados de parapente frecuentan el sector alrededor del Puy Mary o del avlle de brezon. 

### Turismo de temporada invernal
Gracias a su relieve, Cantal cuenta con buenos niveles de nieve que permiten la práctica de deportes de invierno. La estación de esquí de Lioran (mayor estación de esquí del Macizo Central) permite la práctica del esquí alpino, con adaptaciones para la snowboard, patinaje o excursiones en raquettes. Existen también diversas pistas de esquí de fondo, con varios centenares de kilómetros de pistas.